# Nothing but a heartache (Flirtations)
Nothing but a heartache is een single van The Flirtations. Het is afkomstig van hun album Sounds like The Flirtations.
Nothing but a heartache is geschreven door muziekproducent Wayne Bickerton en co-auteur Tony Waddington, later ook schrijvers voor de The Rubettes. Van de versie van The Flirtations werd een promotiefilmpje opgenomen in de ruïnes van Tintern Abbey, Wales.

## Hitnotering
Nothing but a heartache werd een bescheiden hitje is de Verenigde Staten en Nederland. De verkoop in de Verenigde Staten gaf een vreemd verloop te zien in de Billboard Hot 100. Het plaatje klom in twaalf weken langzaam op tot plaats 34, maar was na veertien weken notering ineens verdwenen.

### Nederlandse Top 40
| Positie: | 38 | 34 | 33 | 38 | 36 | uit |

### NPO Radio 2 Top 2000
| Nummer met noteringen in de NPO Radio 2 Top 2000 | '99  | '00  |
| ------------------------------------------------ | ---- | ---- |
| Nothing but a Heartache                          | 1889 | 1897 |

1. ↑  Een vetgedrukt getal geeft de hoogste notering aan.
2. ↑  Deze tabel is bijgewerkt tot en met de laatste editie (2024).